# Eria glandulifera
Eria glandulifera är en orkidéart som beskrevs av Deori och Sandhyajyoti Phukan. Eria glandulifera ingår i släktet Eria och familjen orkidéer.
Artens utbredningsområde är Assam (Indien). Inga underarter finns listade i Catalogue of Life.